# De Mysteriis Dom Sathanas
De Mysteriis Dom Sathanas ist das erste Studioalbum der norwegischen Black-Metal-Gruppe Mayhem. Es wurde 1994 nach dem Tod des Gitarristen Øystein Aarseth veröffentlicht und gilt als Meilenstein der zweiten Black-Metal-Welle.

## Entstehungsgeschichte

Bandlogo

Mayhem begann 1988 in der damaligen Besetzung, bestehend aus Dead (Per Yngve Ohlin), Necrobutcher (Jørn Stubberud), Hellhammer (Jan Axel Blomberg) und Euronymous (Øystein Aarseth), mit dem Schreiben für das eigentliche Debütalbum der Band, für das Ohlin bereits 1989 in einem Interview den März des darauffolgenden Jahres als Aufnahmetermin nannte. Zu den damals bereits geschriebenen Stücken zählten das Titellied, Carnage, Buried by Time and Dust und Funeral Fog. The Dark of the Freezing Moon und When the Vultures Left waren Arbeitstitel. Ein weiteres Lied hatte noch keinen Titel. Dead kündigte im Interview zehn Stücke an, die auf dem Album landen sollten.
1991 kamen die Arbeiten an dem Album zum Erliegen, als Per Yngve „Dead“ Ohlin Suizid beging. 1993 wurde als Tribut für den verstorbenen Sänger Ohlin das Live-Album Live in Leipzig veröffentlicht. Die Suche nach einem Ersatz gestaltete sich zunächst, auch wegen der nachfolgenden Aktivitäten, schwierig.
Ab Anfang 1993 steigerte sich das Medieninteresse am Black Metal aus Norwegen durch diverse Kirchenbrandstiftungen und Gerüchte um einen „Inner Circle“, von dem diese angeblich ausgingen. Zu den bekannten Musikern der damaligen Szene, die auch in die Brandstiftungen verwickelt waren, zählten neben Mayhem u. a. die Mitglieder der Band Emperor sowie Varg Vikernes, der das Ein-Mann-Projekt Burzum betreibt. Øystein Aarseth und Varg Vikernes wurden als Anführer des Zirkels beschrieben. Auf Grund der damaligen Ermittlungen seitens der Polizei und der großen Medienaufmerksamkeit stieg der Bassist Necrobutcher bei Mayhem aus. Die chronische Geldnot von Aarseth und der Verlust zwei weiterer Bandmitglieder zögerten die Aufnahmen für das Album bis Ende 1992 hinaus. Mit der neuen Besetzung Aarseth (Gitarre), Vikernes (Bass) und Blomberg (Schlagzeug) nahm die Band schließlich das Album auf. Einige Riffs sollen zudem von Blackthorn (Snorre Ruch) von Thorns eingespielt worden sein, der zu dieser Zeit Gitarrist bei Mayhem war.
Die Planung, dass Occultus (Stian Johannsen) auf De Mysteriis Dom Sathanas den Gesang übernehmen würde, wurde kurz nach seinem Einstieg bei Mayhem durch den Wechsel zur Gruppe Perdition Hearse nicht mehr realisierbar. Erst im Sommer 1993 konnte mit Attila Csihar von der ungarischen Band Tormentor ein neuer Sänger gewonnen werden. Dieser kam extra einen Monat von Ungarn nach Norwegen, um an dem Album mitzuarbeiten. Die Wahl Csihars als Sänger sollte eine Art Tribut an den verstorbenen Sänger Dead darstellen.

„Tormentor waren eine der ganz wenigen Bands, die Dead wirklich mochte. Außerdem hatte er schon einen langen Briefwechsel mit ihm gehabt. Eigentlich war die Auswahl Attilas eine Art Tribut an Dead.“

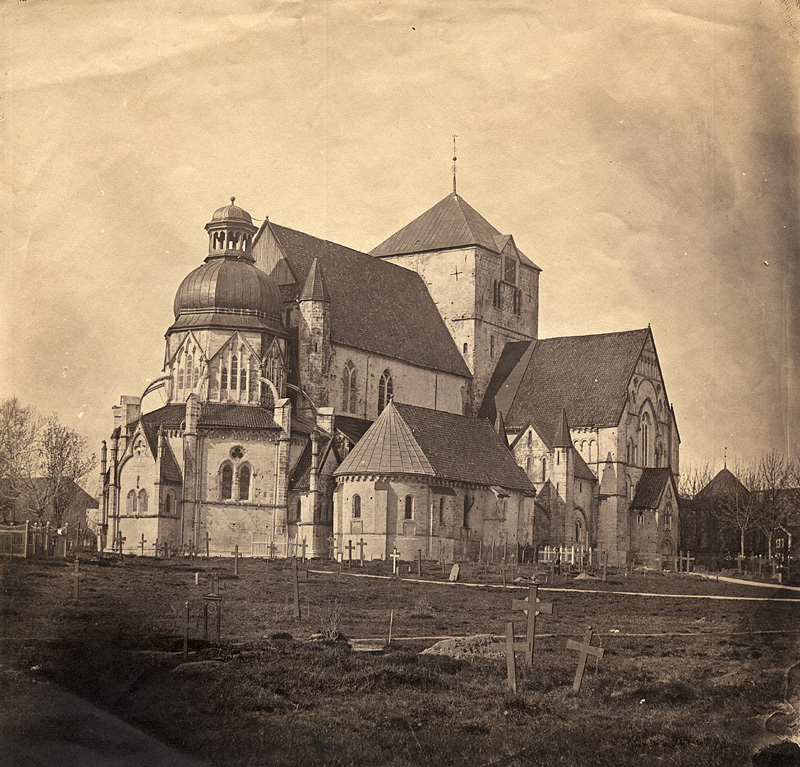
Der Nidarosdom in Trondheim lieferte die Vorlage für das Albumcover.

Nach Fertigstellung des Albums wurde der Gitarrist Øystein Aarseth am Morgen des 10. August 1993 vom Bassisten Varg Vikernes durch 23 Messerstiche ermordet. Mittäter war der damalige Gitarrist von Mayhem, Snorre Ruch, der Vikernes auf dem Weg von Bergen nach Oslo begleitete. Das Motiv für die Tat ist bis heute ungeklärt, da der Mörder verschiedene Angaben über das Motiv machte. Vikernes wurde zur Höchststrafe verurteilt, Ruch bekam wegen Beihilfe zum Mord acht Jahre.
Da auf den Wunsch von Aarseths Mutter die Bassspuren von Vikernes entfernt werden sollten, streute Blomberg das Gerücht, er hätte die Bassspuren neu aufgenommen. Auf der endgültigen Version ist Vikernes dennoch zu hören. Blomberg hatte lediglich die Bassspuren leiser gemischt und im Gegenzug das Schlagzeug lauter abgemischt. Die verbliebenen Mitglieder von Mayhem veröffentlichten das Album 1994. Schon am Grab von Aarseth beschlossen Blomberg und Stubberud, Mayhem fortzuführen.
Zum Tod von Aarseth merkte Stubberud an:
Das Album zeigt auf dem Cover den Nidarosdom in Trondheim, eine der bedeutendsten Kirchen Norwegens. Das Booklet beinhaltet eine Widmung an Øystein „Euronymous“ Aarseth.

## Musikstil
Im Gegensatz zum 1987 veröffentlichten Minialbum Deathcrush sind die Lieder auf De Mysteriis Dom Sathanas länger gehalten und verfügen über mehrere Solopassagen. Der ehemalige Sänger Dead erklärte die Veränderung 1989 mit den Worten:

„Es gibt sicher Unterschiede bei den neuen Songs im Gegensatz zu Deathcrush aber für mich sind sie in der gleichen Art wie die Alten. Sie sind nur etwas länger, mit ein paar Solo Teilen [gemeint ist Soloteilen - Anm.]  Wir haben alle, was die Technik angeht, seit damals dazugelernt[,] aber es wird immer noch derselbe „Death“ [gemeint ist Death Metal - Anm.] sein wie damals.“

Das Album enthält überwiegend schnell gespielten Black Metal, der gelegentlich von schleppenden Passagen unterbrochen wird. Als besonders werden meist der Gesang von Csihar und das schnelle, Jazz-beeinflusste Drumming von Blomberg beschrieben. Die Mischung aus Kreischgesang und Flüstern verleiht dem Album eine bis dato noch nicht gekannte, oft als „bösartig“ und „fies“ bezeichnete Atmosphäre. Tatsächlich versuchte Csihar seinen Gesang an Dead anzulehnen, konnte ihn aber nicht nachahmen. Stattdessen benutzte er einen düsteren und krächzenden Gesang. Eine ältere Opernsängerin brachte ihm einige Atemtechniken bei, die er auf diesem Album erstmals anwendete. Varg Vikernes behauptete in einem späteren Interview, Csihar habe sich mehr um seine künstlerische Integrität gesorgt und deshalb nicht im gleichen Stil wie Dead gesungen. Die anderen Bandmitglieder mochten den Gesang, doch besonders in den ersten Jahren nach der Veröffentlichung waren einige Fans irritiert und konnten mit dem neuen Stil nichts anfangen. Die britische Tageszeitung The Guardian bezeichnete den Gesangsstil als Mischung aus „operettenhaftem Gesang“, den Schreien eines Besessenen und „Gekotze“.
Obwohl es das erste Studioalbum der Band ist, waren die Lieder nicht neu. Nur Cursed in Eternity, From the Dark Past und das Titellied waren nicht bereits auf Live in Leipzig veröffentlicht worden. Des Weiteren existieren diverse Bootlegs von Aufnahmen mit dem verstorbenen Sänger Per Yngve Ohlin. Den ursprünglichen Mix, also mit den Original-Bass- und Schlagzeug-Aufnahmen des Albums veröffentlichte Csihar 2008 als auf 3.000 Stück limitierte EP in einem DIN-A5-Digipak unter dem Namen Life Eternal. Die EP enthält die fünf Stücke Cursed in Eternity, Pagan Fears, Freezing Moon, Funeral Fog und Life Eternal. Die Aufnahmen wurden Csihar kurz vor dem Mord zugesandt.

## Versionen

### Erstveröffentlichung
Es existieren zwei Erstveröffentlichungen des Albums, die beide über das ehemalige Label von Aarseth Deathlike Silence Productions erschienen sind. Eine der beiden Fassungen enthält einen farbigen Textteil im Stil mittelalterlicher Schriften, der von Jørgen „Sjulak“ Lid Widing illustriert wurde. Die andere Fassung ist lediglich vierseitig und beinhaltet mehrere Fotos und das Impressum der CD. Den Vertrieb des Albums übernahm das Label Voices of Wonder.

### Wiederveröffentlichungen
Des Weiteren wurden noch mehrere Vinyl-Versionen des Albums veröffentlicht sowie mehrere streng limitierte Picture-LP sowie eine Gatefold-LP, die 2006 erschien.
Am 29. Mai 2020 erschien zum 25-jährigen Jubiläum ein auf 3300 Stück limitiertes Vinyl-Boxset bestehend aus fünf LPs und einem 96-seitigen Buch. Die LP-Box war nur als Vorbestellung erhältlich und enthielt mehrere Bonustracks. Das Boxset erreichte Platz 60 der deutschen Albencharts.
Rehearsal Skippergata, February 10th 1992 (LP 2)
1. Buried by Time and Dust
2. Cursed in Eternity
3. Materialized in Stone
4. Life Eternal

Studio Rehearsal Møllergata, May 16th 1992 (LP 3)
1. Funeral Fog
2. Freezing Moon
3. Pagan Fears
4. Buried in Time
5. Life Eternal
6. Buried by Time and Dust
7. Cursed in Eternity
8. De Mysteriis Dom Sathanas

Instrumental Rough Mix Grieghallen, June 22nd – 29th 1992 (LP 4)
1. Buried by Time and Dust
2. Pagan Fears
3. Freezing Moon
4. Funeral Fog
5. Life Eternal
6. From the Dark Past
7. Cursed in Eternity
8. De Mysteriis Dom Sathanas

Vocal Session Grieghallen, April 30th – May 2nd 1993  (LP 5)
1. Cursed in Eternity
2. Pagan Fears
3. Freezing Moon
4. Funeral Fog
5. Life Eternal

## Bedeutung
Das Album gilt allgemein als Meilenstein des Black Metals der zweiten Welle. In Abgrenzung zur ersten Welle, die sich im Prinzip aus diversen Thrash-Metal-Bands der 1980er Jahre zusammensetzte, gelang es Mayhem einen recht eigenwilligen Stil zu etablieren, der sich zwar an die alten Vorbilder anlehnte, aber genügend eigene Ideen mitbrachte. Angeheizt durch den Tod zweier Bandmitglieder und die Skandale um die Brandstiftungen an Kirchen entwickelte sich mit diesem Album der Black Metal aus Norwegen und Schweden zur dominierenden Untergrund-Szene im Heavy Metal der 1990er Jahre. Neben den damaligen Bands aus dem Umfeld von Mayhem schossen neue Black-Metal-Bands, insbesondere aus Skandinavien und Finnland aus dem Boden, und auch in Deutschland verstärkten sich die Szeneaktivitäten. Insbesondere das seit 1991 aktive französische Label Osmose Productions erlangte durch die Black-Metal-Veröffentlichungen zu Beginn der zweiten Black-Metal-Welle einen hohen Status in der Szene, aber auch deutsche Labels wie Last Episode profitierten von dem neu geschaffenen Musikmarkt. Die Black-Metal-Subszene sollte schon bald die ersten Mainstream-Künstler wie Dimmu Borgir und Cradle of Filth hervorbringen.
Ironischerweise erhöhte der Tod von Euronymous nicht nur die Popularität von Mayhem, sondern auch die von Varg Vikernes.

## Liedinfos
Wie für den Black Metal üblich, behandeln die Texte düstere und okkulte Themen. Ein direkter Bezug zum Satanismus wird allerdings nur im Titellied hergestellt, es finden sich jedoch Erwähnungen von Dämonen und teuflischen Gestalten in anderen Texten. Die Urheberschaft der Lieder ist umstritten; die Rezension auf metal1.info schreibt die ersten vier Titel Aarseth und die vier übrigen Blomberg zu, laut Herrs Black Metal Bible wiederum wurden die Gitarrenspuren von Aarseth geschrieben, während die Texte noch von Ohlin stammten und Blomberg sich um die Schlagzeugspuren kümmerte. Dead hatte bereits 1989 angegeben, die Texte zu Funeral Fog, Freezing Moon, Buried by Time and Dust und Pagan Fears geschrieben zu haben. Vikernes gibt Aarseth als Urheber der meisten Riffs an, wobei auch er, Blomberg und Stubberud Riffs beigesteuert hätten. Necrobutcher hingegen, der nicht auf dem Album zu hören ist, gab gegenüber dem Slayer Magazine an, 50 % der Lieder geschrieben zu haben. Er behauptete beispielsweise, dass Freezing Moon von Ohlin und ihm geschrieben worden sei und Aarseth zu diesem Lied lediglich ein Riff beigesteuert hätte.
Funeral Fog beschreibt eine Szenerie auf einem Friedhof in Transsylvanien. Ein sich anmaßender Priester beschwört einen düsteren Nebel, der aus den Gräbern kommt und alles Leben in der Umgebung zerstört. Das Lied ist sehr schnell. Der Gesang von Csihar, der auf diesem Track Flüstern und Gekreische kombiniert, verleiht dem Lied eine bösartige und „fiese“ Atmosphäre.
Freezing Moon beschreibt aus der Ich-Perspektive, wie eine ungenannte Person bei dem Versuch dem Mond zu folgen ums Leben kam und sich nun, als Toter, von Menschen ernähren muss. Das Lied beginnt mit einem melodiösen Intro, das nach anderthalb Minuten in schnelles „Geknüppel“ übergeht. Ein etwas langsameres Gitarrensolo von Aarseth bildet den Mittelteil.
Cursed in Eternity handelt von einem Dämon. Das Lied ist wiederum sehr schnell gehalten.
Pagan Fears berichtet vom Weiterleben der heidnischen Traditionen und Einstellungen der Menschen. Es soll laut Dead eine dörfliche und barbarische Gesellschaft beschreiben, die abgeschottet von der Außenwelt lebt und die nicht sterben kann. Das Stück ist stimmungsvoll, trotz „kompromissloser Härte“ werden Emotionen vermittelt. Der Basslauf von Vikernes wurde konträr zu den Gitarren eingespielt.
Life Eternal beschreibt die Stunde des Todes und das Verlangen eines Sterbenden, seine Seele los zu lassen. Der Sterbende beschreibt sich selbst als kaum menschlichen Charakter, der sich danach sehnt zu sterben, da er nie Freude am Leben empfunden hat. Das Stück endet mit dem zynischen Schlusssatz „What you found was eternal death / no one will ever miss you“ (dt.: ‚Was du gefunden hast, war der ewige Tod. Niemand wird dich je vermissen.‘). Musikalisch ist es im Mittel-Tempo-Bereich angesiedelt.
From the Dark Past beschreibt ein Steinbildnis von einem unbekannten Gesicht. Der Mann, dem dieses Gesicht gehört wurde in einem Augenblick des Entsetzens versteinert. Er lebt seitdem als Bildnis fort und versucht andere zu warnen.
Buried by Time and Dust ist aus der Ich-Perspektive eines alten Vampirs geschrieben. Dieser wartet in seinem Grab, bis er wieder freigelassen wird oder stirbt.
Der Lied- und gleichzeitig Albumtitel De Mysteriis Dom Sathanas ist in fehlerhaftem Latein geschrieben und bedeutet übersetzt ‚Von den Mysterien des Herrn Satan‘. Der Titel stammt von einem okkulten Buch, das sich im Besitz von Dead befand und das anscheinend ein Einzelstück war. Das Buch handele laut Ohlin von Geistern, die über gewaltige Kräfte verfügen würden. Der Text selbst ist in Englisch und (fehlerhaftem) Latein verfasst und beschreibt eine okkulte Zeremonie, durch die die Menschheit vernichtet werden soll. Die Teilnehmer der Zeremonie sind in schwarze Roben gehüllt und befinden sich zwischen einem Kreis aus Särgen. Zur Zeremonie gehört auch ein Tieropfer in Form einer Ziege. Der Zauberspruch ist auf Latein verfasst und endet mit den Worten „Mortem animalium“, was sich mit ‚Tod der Geschöpfe‘ übersetzen lässt. Die lateinischen Passagen werden von Csihar im operettenhaften Stil, ähnlich dem Tenor, gesungen, während die englischen Passagen im üblichen Gekreische eingesungen wurden. Das Lied enthält außerdem ein Schlagzeugsolo, in dem Hellhammer zwischen langsamen Drumming und Double-Bass abwechselt.